# Maidstone, Saskatchewan
Maidstone är en ort i Kanada.   Den ligger i provinsen Saskatchewan, i den centrala delen av landet, 2 600 km väster om huvudstaden Ottawa. Maidstone ligger 588 meter över havet och antalet invånare är 1 156.
Terrängen runt Maidstone är platt, och sluttar österut. Trakten runt Maidstone är nära nog obefolkad, med mindre än två invånare per kvadratkilometer.. 
Trakten runt Maidstone består till största delen av jordbruksmark.